# 羅文裕 (歌手)
羅文裕（英語：Wing，1976年2月9日—），台灣男歌手、詞曲作家和音樂製作人。學生時期自學吉他，高二時曾參加過五燈獎閩南語組歌唱比賽，衛冕至四度二關，後開始在餐廳自彈自唱。1999年與另兩名成員組成「Y.I.Y.O」團體，直至2004年解散。2007年重新出發，並發行個人首張全創作專輯《街頭情歌》。2011年第一次在中國發行專輯《好感覺》。2015年12月10日，發行首張客語創作專輯《驚喜時刻》，並獲得第27屆金曲獎最佳客語歌手獎。2021年8月21日，以專輯《當太陽升起時》於第32屆金曲獎二度獲得最佳客語歌手獎。
羅文裕的知名創作有：劉德華《缺陷美》、任賢齊《天使也一樣》、言承旭《我是真的真的很愛你》、許茹芸《遇見另外一個人》、李聖傑《切歌》、楊宗緯《蠻荒情場》、黃美珍《在你眼裡》、阿杜《我在你的愛情之外》等...

## 成長經歷
- 1999年 被唱片星探發掘，與兩位團員沈益嶒、黃晨富共組紅極一時的美聲團體Y.I.Y.O，並發行團體首張專輯《同名專輯Y.I.Y.O》。
- 2002年 發行團體第二張專輯《大風吹》
- 2004年 團體解散，單飛。
- 2007年 發行個人全創作專輯《街頭情歌》。除了個人的演出之外，也成為歌手的御用唱片製作人。
- 2009年 年底獲頒杭州最美麗的聲音，成為第一位台灣音樂人在中國廣播發聲，榮耀台灣的杭州地方大使。
- 2011年 中國發行個人專輯《好感覺》
- 2011年 台灣「中國信託」企業形象廣告歌曲
- 2011年 杭州交通91 .8廣播電台台歌『幸福久一點吧』
- 2014年 首張個人迷你專輯《苦甜人生》
- 2014年 以母語客語創作『演好自己』入選為客委會年度廣告主題曲
- 2015年 首張個人客語專輯《驚喜時刻》

## 音樂風格
- 以卓越自然和清新為其創作最大特點，生活感強烈和情感豐沛的歌詞見長，引起深邃共鳴，扣人心弦。為當今樂壇少見兼具詞曲創作與現場演唱實力的療癒系歌手。
- 羅文裕豐沛的創作能量，多年以來深耕兩岸三地的音樂圈裡，為不少中港台多位知名歌手製作專輯，他的音樂作品獲大眾傳媒與專業音樂人一致好評。

## 音樂作品

### 專輯
| 專輯 | 專輯名稱         | 專輯類型   | 發行公司     | 發行日期       | 曲目 |
| ---- | ---------------- | ---------- | ------------ | -------------- | --- |
| 1st  | 《街頭情歌》     | 錄音室專輯 | 大國翼星娛樂 | 2007年8月3日   | 曲目 1. 愛情漫遊 2. 我有多久沒有對你說我愛你 3. 原木吉他 4. 你比誰都重要 5. 戀愛了 6. 河岸留言 7. 時間傷口 8. 你是我的心肝寶貝 9. 想當年 10. 你給的愛 11. 愛情漫遊(DEMO) 12. 愛情漫遊(KALA) 13. 我有多久沒有對你說我愛你(KALA) 14. 河岸留言(KALA) |
| 2nd  | 《好感覺》       | 錄音室專輯 | 吉神文化     | 2011年8月31日  | 曲目 1. Intro tuning 2. 好感覺 3. 想家 4. 我是真的真的很愛你 5. Turn Me Around 6. 十全十美 7. 尋西施 8. 幸福久一點吧 9. Beautiful Lady 10. 愛情漫遊(英式濃情版) 11. 答應 12. 改變(Bonus Track)                                                    |
| 3rd  | 《驚喜時刻》     | 錄音室專輯 | 美妙音樂     | 2015年12月10日 | 曲目 1. 請說客語 2. 關於我和你（feat.前進樂團） 3. 菸樓清風 4. 春風紙炮 5. 桐花雨 6. 放心去旅行（客家電視台 出境事務所 主題曲） 7. 同姓 8. 演好自己（客委會2014年度形象廣告曲） 9. 羅子妹 10. 愛上自然的你                                        |
| 4th  | 《社會大學》     | 錄音室專輯 | 上行娛樂     | 2018年12月27日 | 曲目 1. 鄉音 2. 放空假期 3. 才華 4. 貴人 5. 喜歡你的人 6. 如果一切還來得及 7. 不要緊張 8. 親親親愛的 9. 有種 10. 我心切慕你 |
| 5th  | 《當太陽升起時》 | 錄音室專輯 | 亞神音樂     | 2020年10月23日 | 曲目 1. 日出-序曲 2. 南下列車 3. 哥哥留下來的吉他 4. 你的名字像一首詩（feat.艸頭茱小姐） 5. 尞天穿 6. 黑色大地 7. 茶頂山个風 8. 未來留聲機（feat.森准） 9. 祝你好夢 10. 南下列車(木吉他台語版)                                                    |
| 6th  | 《初蕊》         | 錄音室專輯 | 華納唱片     | 2024年12月17日 | 曲目 1. 初蕊 2. 愛情燒冷冰 (feat. LuLu黃路梓茵) 3. Chill High High 4. 白目 (feat. 草屯囝仔) 5. 聽人講你今嘛擱咧想我 6. 愛到你 無藥醫 7. 毋甘嫌 8. 憨膽 9. 五月風 10. Kids Talk                                                                    |

### EP
| #   | 專輯資料       | 發行公司 | 發行日期      | 曲目                                                                             |
| --- | -------------- | -------- | ------------- | -------------------------------------------------------------------------------- |
| 1st | 《苦甜人生》   | 美妙音樂 | 2014年1月4日  | 曲目 1. 未來一直來 2. 清湯掛麵 3. 全世界的孤單 4. 藍月 5. 悲傷的卓別林 6. 好感覺 |
| 2nd | 《放心去旅行》 | 美妙音樂 | 2014年7月30日 | 曲目 1. 放心去旅行                                                               |

### 合唱單曲
| 年份      | 歌曲                | 備註                                              |
| --------- | ------------------- | ------------------------------------------------- |
| 2023年7月 | 《Hakka New World》 | 「2023世界客家博覽會」主題曲，與彭佳慧、Yappy合唱 |
| 2024年9月 | 《白目》            | 與草屯囝仔合唱                                    |

## 其他創作歌曲
- 李聖傑〈切歌〉
- 黃美珍〈在你眼裡〉
- 阿杜〈我在你的愛情之外〉
- 阿杜〈想家〉
- 言承旭〈我是真的真的很愛你〉曲言承旭《做個好情人》詞∕曲
- 劉德華〈缺陷美〉
- 任賢齊〈天使也一樣〉
- 林志穎〈去走走〉
- 楊宗緯〈蠻荒情場〉曲
- 許茹芸 (遇見另外一個人)
- 許志安 (多希望你在這裡) 詞/曲 同 Y.I.Y.O.(寂寞電梯)
- 費翔 (以防萬一) 詞/曲 同 Y.I.Y.O.(野花)
- 林俊傑〈I pray for you〉詞
- 李紫婷〈夢奇地〉詞/曲
- 練愛iNG〈練愛〉詞/曲
- 羅文裕 Feat.草屯囝仔〈白目〉詞/曲

## 獲得獎項
- 2021年《當太陽升起時》獲得第32屆金曲獎最佳客語歌手獎
- 2021年《當太陽升起時》獲得第1屆 PlayMusic Awards年度客語/原住民語音樂專輯
- 2021年〈南下列車〉獲得第1屆 PlayMusic Awards年度十大非華語歌曲
- 2016年《驚喜時刻》獲得第27屆金曲獎最佳客語歌手獎
- 2014年母語創作『演好自己』入選為客委會年度廣告主題曲
- 2014年iRadio華語榜 週榜〈苦甜人生〉 - 冠軍[4]
- 2013年台灣原創流行音樂大獎 客語組『演好自己』獲得佳作
- 2011年金號獎 - 最受歡迎台灣歌手[5]
- 2011年中國原創歌曲獎 - 最具潛力新人獎[6]
- 2011年個人全創作專輯【好感覺】於北京發行，排行榜冠軍
- 2009年獲頒杭州最美麗的聲音第一名
- 2007年個人全創作專輯【街頭情歌】發行，G-music排行榜第五
- 2001年大陸杭州交通91.8電台頻道主題曲,成為杭州市民朗朗上口的歌曲

## 榜單風雲
- KKBOX_華語新歌榜第五名 (全世界的孤單)
- Omusic華語專輯榜第五名
- Omusic華語榜第17名 (全世界的孤單)
- Omusic華語榜第20名 (清湯掛麵)
- 亞太電信來電答鈴人氣榜第一名 (全世界的孤單)
- 亞太電信來電答鈴人氣榜第五名 (未來一直來)
- POP 電台排行榜第五名
- 中廣電台排行榜第一名

## 外部連結
- 羅文裕的新浪微博
- 羅文裕的Facebook專頁
- YouTube上的羅文裕頻道
- 羅文裕的Instagram帳戶
- 上行娛樂的Facebook專頁
- YouTube上的上行娛樂頻道